# Chłodzenie
Chłodzenie – zespół działań i urządzeń do odprowadzania ciepła z układu w celu zapobieżenia  nadmiernemu wzrostowi temperatury układu. Chłodzenie stosowane jest w różnych urządzeniach mechanicznych, m.in. w silnikach spalinowych, sprężarkach, maszynach elektrycznych (np. silnikach elektrycznych), transformatorach, układach elektronicznych.

## Przykłady układów chłodzenia
- chłodzenie wodne
- chłodzenie silnika
- chłodnia kominowa
- chłodzenie wodne chipsetów